# Meganerilla penicillicauda
Meganerilla penicillicauda är en ringmaskart som beskrevs av Riser 1988. Meganerilla penicillicauda ingår i släktet Meganerilla och familjen Nerillidae. Inga underarter finns listade i Catalogue of Life.